# 北饗庭站
北饗庭站（日语：／ Kita-Aiba eki */?）是位於滋賀縣高島郡新旭町大字饗庭（現時：高島市新旭町饗庭），江若鐵道的鐵路車站（廢站）。
在周邊地區居民的請求下，江若鐵道在饗庭站和近江今津站之間新設此站。

## 歷史
在1931年（昭和6年）1月，江若鐵道安曇至近江今津之間開通，當時由於新儀至近江今津之間設置饗庭站時出現用地問題。使該站原本設置於兩站中間地點，變為設置在兩站中間偏南地點（靠近新儀一方）。使在饗庭村岡和木津地區距離饗庭村較遠，對這些地方的居民造成不便。為了解決這個不便，兩個地區的居民請求在饗庭至近江今津之間設置此站。最後在安曇至近江今津之間開通後翌年（1932年（昭和7年））開設此站。
江若鐵道在1969年（昭和44年）10月31日結束營業，車站在翌日11月1日廢除。

### 年表
- 1932年（昭和7年）
  - 1月28日：向鐵道省申請於饗庭站北方1.8公里處新設停車站，並得到許可[1]。
  - 4月1日：江若鐵道饗庭至近江今津（日语：近江今津駅 (江若鉄道)）之間開設此站[4]。
- 1969年（昭和44年）11月1日：車站被廢除[4]。

## 車站構造
北饗庭站是一座純客運車站。站內設有1面1線的單式月台（近江今津方向的列車會開啟左邊車門）。月台上設有一座鋪上瓦頂的候車室。此站當初已經沒有職員當值（無人車站）。

## 使用狀況
以下為開業起數年之間的一年上下車人次：
| 一年客量 | 一年客量 | 一年客量 | 一年客量 |
| 年       | 旅客     | 旅客     | 參考資料 |
| 年       | 乘車     | 下車     | 參考資料 |
| -------- | -------- | -------- | -------- |
| 1934年   | 4,132人  | 4,380人  | [ 10 ]   |
| 1935年   | 4,842人  | 5,155人  | [ 11 ]   |
| 1936年   | 6,229人  | 6,533人  | [ 12 ]   |

## 車站周邊
車站位於田園地帶中。在附近的居民會使用舊國道前往此站。
車站位於舊國道與國道161號相交的饗庭路口南邊。關於此站附近的路軌遺址，在江若鐵道廢線後，除了在湖西線路軌東邊的一般道路區間外，其餘都已經變成湖西線的用地。

## 相鄰車站
江若鐵道
江若鐵道線
饗庭－北饗庭－近江今津

## 注腳
1. 1 2 3 4 5 6 7 8 9  江若鉄道の思い出，第114頁.
2. ↑  江若鉄道の思い出，第110頁.
3. ↑  江若鉄道の思い出，第124頁.
4. 1 2 3  今尾 2008，第31–32頁.
5. ↑  竹内 1967.
6. ↑  寺田 2010，第10頁.
7. ↑  レイル，第81頁.
8. 1 2  レイル，第85頁.
9. ↑  寺田 2010，第15頁.
10. ↑  《滋賀縣統計全書》昭和9年版（國立國會圖書館數碼化資料）
11. ↑  《滋賀縣統計全書》昭和10年版（國立國會圖書館數碼化資料）
12. ↑  《滋賀縣統計全書》昭和11年版（國立國會圖書館數碼化資料）
13. ↑  ありし日の江若鉄道，第25頁.
14. ↑  吉田 1998，第195頁.

## 相關項目
- 日本鐵路車站列表 Ki